# ابيرش (غيزانية)
ابيرش (بالفارسية: ابیرش) هي قرية وتقع في إيران في قسم غيزانية الريفي. يقدر عدد سكانها بـ 225 نسمة بحسب إحصاء 2016.